# Ahmed Yassin
Lo sceicco Aḥmad Ismāʿīl Yāsīn, nei media occidentali Yassin (Al-Giura, 28 giugno 1936 – Gaza, 22 marzo 2004), è stato un politico e religioso palestinese, uno dei fondatori nonché capo spirituale del gruppo politico nazionalista palestinese e fondamentalista islamico Hamas, designata organizzazione terroristica da USA, Unione europea e da altri Paesi occidentali.
Figura di spicco nella crisi vicino-orientale, non sempre in totale accordo con il capo dell'Autorità Nazionale Palestinese (ANP) Yasser Arafat, Yāsīn è stato ucciso a Gaza il 22 marzo 2004 da missili lanciati da un elicottero israeliano contro l'auto sulla quale stava salendo dopo essere uscito da una moschea.
Secondo Israele è stato il responsabile dell'uccisione di centinaia di civili israeliani e di altri Paesi in numerosi attentati terroristici. Dirà l'allora ministro della Difesa israeliano, generale a riposo Shaul Mofaz: "Lo Stato ebraico persisterà nella propria politica di "liquidare i terroristi", cioè dei cosiddetti omicidi mirati e continuerà a cercare di eliminare gli uomini più pericolosi della rivolta palestinese". Parole di deplorazione per la sua uccisione sono state espresse dall'intera comunità internazionale. Il 25 marzo 2004 una mozione di condanna di Israele del Consiglio di sicurezza delle Nazioni Unite è stata bloccata dal veto dei soli Stati Uniti governati da George W. Bush.

## Biografia
Yāsīn - a suo dire - nacque nell'estate del 1937 nel villaggio palestinese di al-Ǧūra, immediatamente vicino all'attuale Ashkelon. All'età di dodici anni si disse che fosse diventato tetraplegico a causa di un incidente sportivo, ma in seguito il fatto è stato smentito e non sono stati resi noti l'età e il motivo della paralisi.
Orfano di padre dall’età di tre anni, crebbe con la madre, Saʿada al-Habil, che era una delle tre mogli del defunto genitore. In totale, complici i tre matrimoni del padre, Yāsīn crebbe con quattro fratelli e due sorelle. Tutti assieme, figli e mamme, furono testimoni della distruzione della località di al-Jura, nel corso della prima guerra arabo-israeliana del 1948, a causa della quale si spostarono a Gaza, trovando riparo nel fatiscente campo rifugiati di Shati. Successivamente, scelse di abbandonare la Palestina e si rifugiò in Egitto. Studiò nella prestigiosa Moschea-Università di al-Azhar del Cairo, frequentando il corso di studi islamici ma senza tuttavia riuscire a laurearsi, anche per via dei suoi tanti problemi fisici. I suoi seguaci lo chiamavano sceicco (shaykh), sebbene non avesse effettivamente frequentato una vera e propria madrasa, scuola coranica che avrebbe potuto conferirgli di diritto il titolo (tuttavia nel sentire comune arabo il termine è attribuito a qualsiasi personalità degna di rispetto e venerazione).
Aderì al movimento dei Fratelli Musulmani durante il periodo di studi ad al-Azhar, che fu la culla del movimento votato all'islamismo ed al nazionalismo arabo. Nei primi anni 60 tornò a Gaza, cominciò a svolgere l'attività di maestro elementare, si sposò con una parente (che gli diede ben undici figli) e soprattutto iniziò a svolgere attivamente una militanza politica e sociale anti-israeliana, anti-ebraica ed anti-occidentale, ispirata al più assoluto radicalismo islamico sunnita. Yāsīn, divenuto ormai una figura di riferimento della resistenza palestinese contro Israele, fu scelto dai Fratelli Musulmani per traghettare il loro movimento nelle terre palestinesi. L’incarico era rischioso, soprattutto perché un individuo come lui era facilmente "monitorabile" (oltre che tetraplegico era diventato nel frattempo anche parzialmente cieco), e gli avrebbe aperto le porte del carcere molto presto. Nel 1984, infatti, Yāsīn fu arrestato per aver contrabbandato armi dall’Egitto alla Striscia di Gaza e condannato a tredici anni di carcere. La sua permanenza in carcere però non durò nemmeno due anni, perché fu liberato già l’anno successivo, alla fine del 1985, nel contesto di uno degli scambi di prigionieri più celebri della storia ovvero l’accordo di Jibril: 1.500 detenuti palestinesi liberati dalle prigioni israeliane in cambio del rilascio, da parte dell'OLP, di tre ebrei israeliani sequestrati.

### Fondatore di Hamās
Nel 1987, allo scoppio della Prima intifada, insieme all’amico e sodale Abd al-Aziz al-Rantissi e a Mahmud al-Zahar, fondò Hamas, ala palestinese dei Fratelli Musulmani. Sorta, almeno inizialmente, con scopi caritativi, divenne ben presto un'organizzazione politica e paramilitare dedita alla lotta armata ed agli attentati contro lo stato d'Israele, con lo scopo dichiarato di distruggerlo per creare al suo posto, in Palestina, uno stato teocratico islamico e sunnita, basto sulla shari'a e ispirato al modello dell'Iran sciita. Yāsīn non mancava mai di ripetere che "la terra di Israele sarà consacrata alle future generazioni musulmane fino al Giorno del Giudizio", criticando anche la cosiddetta Road Map che, a suo parere, "non equivale ad una pace vera e non può sostituirsi al jihād ed alla resistenza".
Sospettato nel 1989 di aver ordinato l'uccisione di alcuni palestinesi passati a collaborare con le forze di difesa israeliane (IDF), Yāsīn fu poi fatto arrestare e venne condannato al carcere a vita da Israele anche per il rapimento e l'uccisione di due soldati. Tuttavia, nel 1997 fu rilasciato in cambio della liberazione di due agenti del Mossad, prigionieri in Giordania, e responsabili del tentato assassinio di Khaled Mesh'al, uno dei leader storici di Ḥamās e stretto collaboratore dello stesso Yāsīn.

### Fino alla sua morte
Dopo il suo rilascio, Yāsīn assunse nuovamente la leadership di Ḥamās, esortando il popolo palestinese a una rinnovata e forte resistenza contro l'occupazione di Israele che prevedesse anche il ricorso ad attentati suicidi contro obiettivi militari e civili israeliani. Il suo motto è anche la sua citazione più conosciuta: "Abbiamo scelto questa strada: finirà con il martirio o la vittoria". Nelle varie fasi di trattative fra le autorità palestinesi ed Israele, Yāsīn è stato più volte posto agli arresti domiciliari ma poi sempre rilasciato, anche per la pressione a suo favore da parte dei suoi sostenitori e soprattutto da parte delle cancellerie di importanti paesi arabi quali l'Egitto, il Marocco, la Giordania e l'Arabia Saudita.
Dichiaratamente nel mirino di Israele, almeno dal giugno 2003, riuscì miracolosamente a sfuggire alle bombe delle forze aeree israeliane che attaccarono, nel settembre dello stesso anno, un palazzo di Gaza nel quale si riteneva si trovasse. Yāsīn rimase leggermente ferito e ai giornalisti che lo intervistarono in ospedale disse che "il tempo proverà quanto l'atteggiamento criminale (di Israele) non riuscirà ad eliminare Ḥamās, i cui leader aspirano al martirio e non paventano la morte. Il jihād - aggiunse in quella circostanza - continuerà fino alla vittoria o fino al martirio".
Yāsīn non fece mai molto da allora per nascondersi o per cautelarsi da nuovi attentati. La sua residenza a Gaza era sempre frequentata da adepti di Ḥamās e da tantissimi palestinesi che si recavano da lui per pareri e consigli e che lo veneravano quasi come una figura "sacra", inoltre veniva visitata pure da diversi giornalisti ed egli stesso non rinunciò fino all'ultimo a recarsi quotidianamente - secondo una consolidata routine - in moschea a pregare. Venne colpito e ucciso il 22 marzo 2004 a Sabra un sobborgo di Gaza. Mentre usciva dalla locale moschea, due elicotteri dell'esercito israeliano (coperti dal rumore di alcuni F-16 a volo radente) decollarono da un nascondiglio e con alcuni missili centrarono con precisione Yāsīn ed il gruppo di persone che era con lui.